# 青菜 (落語)
『青菜』（あおな）は、古典落語の演目。元は上方落語で、3代目柳家小さんが江戸落語へ移植した。東大落語会によれば、昔は別題として『弁慶』（べんけい）で演じられたこともあったといい、前田勇の『上方落語の歴史 改訂増補版』では、江戸落語でその演題が使用されたのは明治大正期までだとしている。
植木屋が仕事先の家で、もてなしの食事の献立がないということを気まずい思いをさせないよう洒落言葉で会話したのを見て、自宅でそれを真似ようとして失敗する内容。「鸚鵡返しの失敗」を笑いにする演目の一つである。
原話は、安永7年（1778年）版『当世話』の一編（無題）。口演された時期に収録した本として、武藤禎夫は『往古（むかしむかし）噺の魁』第2巻（天保15年・1844年）の「武蔵坊のつかみ料理」（一ノ谷の戦いの時に源義経が飲み水を所望して武蔵坊弁慶が畑から抜いた大根を噛み砕いてから吹き出して献上し、止むなくそれを口にした義経が「弁慶が早速の料理むさし坊」と言うと「それを知りつつくろう判官」と答えるという内容）を挙げている。この「むさし坊」は「汚（む）さし」との地口。前田勇は『当世話』を先例としながらも「直接の原話は未詳」としている。

## あらすじ
夏のある暑い午後。ある裕福な隠居の家での仕事中に日陰で休憩をしていた植木屋は、隠居から「植木屋さん。精が出ますな」と労をねぎらわれ、「冷えた柳蔭（やなぎかけ）をご馳走しよう」と座敷に誘われる。隠居はさらに酒肴として鯉の洗いも出し、植木屋はいい気分で舌鼓を打つが、直接口に入れてしまったワサビの辛さに閉口する。それを見た隠居が口直しに「青菜は好きかね」と聞くと「大好物です」と植木屋は答えたため、隠居は手を叩いて「奥や」と台所の妻に青菜を出すように頼む。すると妻は何も持たずに座敷に現れ、「鞍馬から牛若丸が出でまして、名も九郎判官（くろうほうがん）」と不思議な返答をする。すると隠居は、「ああ、義経にしておこう」と言ってすませてしまう。
会話から客人が来たと勘違いした植木屋が辞去しようとすると隠居は押しとどめ、あれは洒落言葉だという。「青菜は食べてしまってもうない」と客人の前で言うのはみっともないため、妻は「菜（な）も食らう」（ほうがん）と言い、それに対して隠居はそれなら「良し」（つね）と返事したというやり取りだったと明かす。
隠居夫婦の上品なやりとりに感心した植木屋は、家に帰ってこれを女房に話す。女房はそんなの私だってできると言い、じゃあ友人である大工の半公が来たらやろうということになった。しかし、長屋の住まいに隠居の家のような立派なものがあるわけもない。さらに狭い家では手を叩いて妻を奥から呼び出すということも再現できず、半公がもうすぐ来そうだと言うので苦肉の策で妻を押し入れに放り込んでしまう。
半公がやってくると、植木屋は「植木屋さん。精が出ますな」と、隠居の台詞をそのまま言ってしまう。「植木屋はおまえじゃないか。俺は大工だ」と返答されても、植木屋はそのまま「冷えた柳蔭をご馳走しよう」と続け、酒好きの半公は本当に良いのかと喜びながら家に上がる。しかし、出てきたのは生ぬるい濁り酒であり、半公は文句を言い、しかし植木屋はめげずに「鯉の洗い」と称して、今度は「イワシの塩焼き」を出してまた文句を言われる。そして「口直しに青菜は好きかね」と尋ねるが、今度は「俺は青菜は嫌いだ」と想定外の答えが来たため、「そんなこと言わずに食うと言ってくれ」と泣いて頼む。しぶしぶ半公が「食う」と答えると、植木屋は途端に嬉しそうにし、手を叩いて「奥や! 奥や!」と叫ぶ。
すると、押し入れから植木屋の妻が現れ、汗だらけでさらにホコリやクモの巣を顔に引っ掛けた様子に、半公は腰を抜かす。妻の方も、熱の籠った押し入れに閉じ込められて疲弊しており、段取りを無視して「鞍馬から牛若丸が出でまして、名も九郎判官義経」と続けざまに言ってしまう。言うことがなくなってしまい、困った植木屋は言う。
「弁慶にしておけ」

## バリエーション
夏の季節感を出すための演出の工夫として、3代目春風亭柳好は冷やそうめんを西洋がらしで食べ、その口直しに青菜を食べようとする、という演じ方を取っている。
林家たい平は自身のYouTubeチャンネルでLo-Fi HipHopと青菜を融合させた動画を配信している。